# 量子論理
量子論理（りょうしろんり、quantum logic）とは、量子論において見られる現象と相似するような形式論理の体系で、分配律が成り立たない無限多値の論理である。ギャレット・バーコフとジョン・フォン・ノイマンの1936年の論文に始まり、1960年代に直交モジュラー束（orthomodular lattice）の研究と並行して多くの研究成果が出された。

## 概要
フォン・ノイマンの『量子力学の数学的基礎』により、量子力学のいわゆる「波束の収縮」は、可分複素ヒルベルト空間の線形部分空間への射影と形式化された。そこで、論理における命題を量子力学における観測に対応させる、すなわち、命題を射影と同一視することを考えてみる。
古典力学では、観測可能な物理量は状態の関数であり、状態により一意的に決まる。しかし量子力学では、物理量（オブザーバブル）の決定には相互作用が必ずともなう。特に不確定性原理によりトレードオフの関係にあるものがあり、これは論理において古典論理の一部の法則に従わないものとなることを意味する。
（古典）命題論理がブール束に従う論理であるのに対して、量子論理はヒルベルト空間の閉部分空間の成す直交モジュラー束に従う論理である。H をヒルベルト空間、L(H) を H の閉部分空間全体の集合とする。L(H) に集合の包含関係で順序を入れると、L(H) は完備な直交モジュラー束を成す。具体的には共通部分の成す部分線型空間が∧、和集合の張る部分空間の閉包が∨、直交補空間が¬に対応する。古典論理と大きく異なるのは分配律、すなわち
p ∧ (q ∨ r) = (p ∧ q) ∨ (p ∧ r)
（p、q、r は命題を表す）
が必ずしも成り立たない点である。例えば一直線上を動く粒子を考え、次のようにおく。
p = "粒子は右へ動いている"
q = "粒子は原点の左にある"
r = "粒子は原点の右にある"
すると命題"q ∨ r"は恒に真だから、p が真ならば
p ∧ (q ∨ r) = 真
一方、p が真ならば不確定性原理により位置と運動量は同時には確定できないから、2つの命題"p ∧ q"と"p ∧ r"はいずれも偽である。ゆえに
(p ∧ q) ∨ (p ∧ r) = 偽
となって、分配律は成り立たないことになる。